# Campeonato Asiático de Atletismo de 2019 - Lançamento de dardo masculino
A prova do lançamento de dardo masculino do Campeonato Asiático de Atletismo de 2019 foi disputada no dia 22 de abril de 2019 no Estádio Internacional Khalifa em Doha, no Catar. 

## Recordes
Antes desta competição, os recordes mundiais e do campeonato nesta prova eram os seguintes:
|                       | Nome            | Nacionalidade | Distância | Local       | Data                 |
| --------------------- | --------------- | ------------- | --------- | ----------- | -------------------- |
| Recorde mundial       | Jan Železný     | Chéquia       | 98m 48cm  | Jena        | 25 de maio de 1996   |
| Recorde do campeonato | Neeraj Chopra   | Índia         | 85m 23cm  | Bhubaneswar | 9 de julho de 2017   |
| Recorde asiático      | Cheng Chao-tsun | Taipé Chinesa | 91m 36cm  | Taipé       | 26 de agosto de 2017 |

Os seguintes recordes foram estabelecidos durante esta competição:
| Data        | Evento | Atleta          | Nacionalidade | Distância | Notas                 |
| ----------- | ------ | --------------- | ------------- | --------- | --------------------- |
| 22 de abril | Final  | Cheng Chao-tsun | Taipé Chinesa | 86m 72cm  | Recorde do campeonato |

## Medalhistas
| Ouro                  | Prata               | Bronze            |
| Cheng Chao-tsun (TPE) | Shivpal Singh (IND) | Ryohei Arai (JPN) |

## Cronograma
Todos os horários são locais (UTC+3)
| Data        | Hora  | Evento |
| ----------- | ----- | ------ |
| 22 de abril | 17:03 | Final  |

## Resultado final
| Posição           | Atleta              | Nacionalidade | #1    | #2    | #3    | #4    | #5    | #6    | Resultado | Notas                |
| ----------------- | ------------------- | ------------- | ----- | ----- | ----- | ----- | ----- | ----- | --------- | -------------------- |
| Medalha de ouro   | Cheng Chao-tsun     | Taipé Chinesa | x     | 86.72 | 83.46 | –     | –     | –     | 86.72     | ,                    |
| Medalha de prata  | Shivpal Singh       | Índia         | 80.89 | 86.23 | x     | 79.96 | 81.39 | 77.48 | 86.23     | Recorde pessoal      |
| Medalha de bronze | Ryohei Arai         | Japão         | x     | 76.47 | 79.51 | 81.93 | 81.06 | x     | 81.93     |                      |
| 4                 | Huang Shih-feng     | Taipé Chinesa | 78.90 | 76.74 | 79.16 | 78.20 | 81.46 | x     | 81.46     | Recorde da temporada |
| 5                 | Liu Qizhen          | China         | 80.19 | x     | 79.68 | 76.02 | 78.30 | 72.26 | 80.19     | Recorde da temporada |
| 6                 | Arshad Nadeem       | Paquistão     | 73.33 | 78.55 | 77.36 | x     | 78.29 | x     | 78.55     | Recorde da temporada |
| 7                 | Ma Qun              | China         | 72.25 | 73.46 | 72.91 | 72.26 | 76.31 | 73.00 | 76.31     |                      |
| 8                 | Sumeda Ranasinghe   | Sri Lanka     | 72.29 | 72.48 | 71.83 | 71.68 | 73.02 | 73.50 | 73.50     |                      |
| 9                 | Bae Yu-il           | Coreia do Sul | x     | 72.20 | 69.74 |       |       |       | 72.20     |                      |
| 10                | Davinder Singh Kang | Índia         | 71.58 | 69.80 | 68.49 |       |       |       | 71.58     |                      |
| 11                | Takuto Kominami     | Japão         | 68.70 | 71.44 | x     |       |       |       | 71.44     |                      |
| 12                | Younis Mohsin Salih | Iraque        | 69.28 | 68.10 | x     |       |       |       | 69.28     |                      |
| 13                | Ricky Hui Wai Hei   | Hong Kong     | 65.27 | x     | x     |       |       |       | 65.27     |                      |

Legenda
| Recorde mundial       | Recorde mundial (World record)               |                       | Recorde africano                      | Recorde africano (African) |                                           | Q | Classificado por posição (Qualified) |
| Recorde do campeonato | Recorde do campeonato (Championship record)  | Recorde da América    | Recorde da América (Americas)         | q                          | Classificado por melhor tempo (Qualified) |   |                                      |
| Melhor marca do ano   | Melhor marca do ano (World leading)          | Recorde asiático      | Recorde asiático (Asian)              | DNS                        | Não largou (Did not start)                |   |                                      |
| Recorde nacional      | Recorde nacional (National record)           | Recorde europeu       | Recorde europeu (European)            | DNF                        | Não terminou (Did not finish)             |   |                                      |
| Recorde pessoal       | Recorde pessoal do atleta (Personal best)    | Recorde da Oceania    | Recorde da Oceania (Oceania)          | DSQ / DQ                   | Desclassificado (Disqualified)            |   |                                      |
| Recorde da temporada  | Recorde da temporada do atleta (Season best) | Recorde sul-americano | Recorde sul-americano (South America) | NM                         | Sem marca (No mark)                       |   |                                      |